# Laurens Siebers
Laurentius Jozef Henricus Maria (Laurens) Siebers (Breda, 27 april 1948 – aldaar, 19 december 2022) was een autoriteit op het gebied van cultureel erfgoed in Breda. Siebers heeft veel betekend voor de monumenten in deze stad. In 2006 werd hij benoemd tot lid van de Orde van Oranje-Nassau.
Het grootste deel van zijn leven woonde Siebers in de binnenstad van Breda. Hij stond bekend als een correcte en bescheiden man met een onafhankelijk denkpatroon, vrijheidslievend, die het liefst zonder formele hechting door het leven ging. Hij werd wel getypeerd als “een echte heer met een groot rechtvaardigheidsgevoel” en “gehecht aan conventies en tegelijkertijd een dwarsdenker”. Siebers hield veel van kerken en de symboliek van het geloof. Hierbij ging het hem niet om dogma's, maar om het gemeenschapsgevoel dat geloof uitstraalt.
Op 19 december 2022 is Siebers op 74-jarige leeftijd overleden. Hij is nooit getrouwd geweest. Documentatie over zijn leven en zijn werk is, net als dat van zijn vader Alphons Siebers, ondergebracht in het Stadsarchief Breda.

## Opleiding
Laurens Siebers, zoon van stedenbouwkundige en architect Alphons Siebers, werd geboren in Breda als jongste van acht kinderen. Hij bracht het eerste deel van zijn middelbareschooltijd door aan het Stedelijk Gymnasium Breda en de laatste drie jaar op een kostschool in Venlo.
Tussen 1967 en 1973 studeerde Siebers publiciteitsvorming en grafisch ontwerpen aan de Academie voor Beeldende Kunsten Sint-Joost. Tijdens zijn studie was hij onder meer betrokken bij de opbouw van de expositie 'Muzement' en 'Beelden zonder wierook' (1971) in De Beyerd (nu Stedelijk Museum Breda), en een tentoonstelling over het werk van de architect Pierre Cuypers in de bibliotheek van Nijmegen. Voor zijn afstudeerproject, dat de titel ‘Spiegelzaal’ droeg, richtte Siebers een ruimte van zijn woning in het gebouw van de Katholieke Kring in met spiegels waarin de bezoeker zichzelf steeds vanuit een andere hoek zag. Vervolgens stelde Siebers deze ruimte beschikbaar aan anderen om ook hen de gelegenheid te geven hun werk tentoon te stellen. Hiertoe had hij een werkgroep opgericht die zich ten doel stelde initiatieven en projecten te stimuleren die commercieel niet haalbaar leken maar toch een eigen culturele waarde hadden, iets dat Siebers erg belangrijk vond.

## Cultureel bewustzijn
Siebers heeft zich zijn leven lang ingezet voor cultureel bewustzijn, het behoud van monumenten en het overbrengen van hieraan gerelateerde verhalen. Afbraak in de stad ging hem dan ook aan het hart. Zo kocht hij diverse interieurs op als een gebouw werd afgebroken, waaronder die van een bioscoop en een apotheek. Ook redde hij onder meer vier panelen met engelen die zich boven het orgel bevonden van de in 1969 gesloopte Sint-Barbarakathedraal, een vroeg werk van architect Pierre Cuypers.
Naar Siebers' eigen zeggen was cultureel erfgoed, bezig zijn met wat er is geweest, een belangrijke drijfveer in zijn leven. In een ander interview in de BN Stem zei hij: “Het cultureel bewustzijn is een belangrijk aspect van de samenleving: het maken van iets zonder dat het een direct tastbaar rendement oplevert. Daar gaat het om.”
Ook was hij betrokken bij diverse kunst- en erfgoedverenigingen. Zo was hij voorzitter van de Klankbordgroep Monumenten en lid van de Culturele Raad Breda en Monumenten Advies Raad.

## Werk
Na zijn afstuderen ging Siebers aan de slag als eerste staffunctionaris bij De Beyerd, destijds nog de enige culturele instelling in Breda. Hier richtte hij tentoonstellingen in, gaf rondleidingen, organiseerde concerten en voorstellingen en onderhield contact met kunstenaars.
Twee jaar later, in 1982, werd Siebers beheerder van de Grote of Onze-Lieve-Vrouwe Kerk van Breda. Deze functie vervulde hij twaalf jaar. In 1994 verliet hij de kerk vanwege een verschil in visie tussen hem en een nieuw aangetreden bestuur, dat een meer commerciële instelling had, waarna hij bestuurslid werd van Bewonersorganisatie Stadshart Breda en aan de slag ging als documentalist bij de Nieuwe Brabantse Kunst Stichting (NBKS). Ook werkte hij als beheerder van de Waalse Kerk.
Siebers was een archivaris pur sang. Voor de bibliotheek van het Breda's Museum catalogiseerde hij ruim 10.000 boeken. Ook inventariseerde hij voor Begraafplaats Zuylen honderden graven. Hierbij had hij een grote voorliefde voor het Haagveld, het protestante en oudste gedeelte van deze begraafplaats. In een interview in BN De Stem in 2002 zei hij hierover: “Het is daar triest en donker, voor buitenstaanders het ergste wat er is. Maar ik heb een passie voor het vergankelijke.”
Siebers groeide uit tot een markante persoonlijkheid in Breda, die bijna elk detail in het straatbeeld van de binnenstad kende. Na zijn pensioen werkte hij nog enige tijd voor het Stadsarchief Breda, waar hij de door hem gearchiveerde collectie van zijn vader Alphons Siebers onderbracht. Siebers is co-auteur van het boek “Er ontbreekt iets in Breda”.

### Landgoed Hondsdonk
Eén van Siebers' projecten bij het NBKS was landgoed Hondsdonk ten zuiden van Ulvenhout. Naast werk aan het archief van Hondsdonk heeft Siebers decennia lang delen van dit landschap vastgelegd in de vorm van foto's en zelfgemaakte aquarellen. Siebers was geïntrigeerd door de eeuwenoude bomen en zichtlijnen van dit landgoed en bracht hier graag tijd door, vooral daar waar de natuur niet door mensen werd onderhouden.
- Nederlandse Thesaurus van Auteursnamen: 072158425
- Virtual International Authority File: 291615565
- WorldCat: E39PCjJHyvWGqjcBjqHKcJPWWC